# Phalerodonta manleyi
Phalerodonta manleyi är en fjärilsart som beskrevs av John Henry Leech 1888. Phalerodonta manleyi ingår i släktet Phalerodonta och familjen tandspinnare. Inga underarter finns listade i Catalogue of Life.